# おやすみモンスター
『おやすみモンスター』は、GOING UNDER GROUNDのアルバム。ビクターエンタテインメント内のレーベルHAPPYHOUSEより2007年11月7日発売。

## 概要
メジャー6作目（通算9枚目）のアルバム。ジャケットと歌詞カードのイラストは宮尾和孝が手がけた。帯文を長嶋有と劇団ひとりが寄稿している。
初回盤はCD-EXTRA仕様となっており、「さかさまワールド」のビデオクリップ、「Title」のレコーディング時のドキュメンタリークリップ、ボーナストラック「おやすみ」が収録されている。前月に発売されたシングル「さかさまワールド」との同時購入キャンペーンとして、封入応募券による応募で抽選で計25名にバンドのフットサルチーム「F.C.GOING」のユニフォームをプレゼントする企画が行われた。
「さかさまワールド」「TRAIN」「海にまつわるエピソード」の3曲は松田“Chabe”岳二との共同プロデュース、それ以外の楽曲はセルフプロデュースである。前作『TUTTI』のツアー終了後に「作品を作ってツアーをして」というルーティーンに一区切りついたとして、締め切りを設定せずにやりたい音楽をやろう、どういう音楽をやりたいのかな、という確認作業を兼ねて、コンセプトを立てずに制作がはじめられた。ドラムスの河野丈洋が本作の制作について、当初「ブレイクスルーがない」と感じたり、消去法でボーカルテイクを決定したりなど、物足りなさを感じる場面が多々あったと語るように、本作の制作は、幼馴染同士で結成したために相互に言葉が足りていない部分があったことをふまえ、改めてコミュニケーションを増やしてバンドとしての原点を再確認する作業となった。ベースの石原聡は本作について「これからGOING UNDER GROUNDとしてこの5人で走っていくためにすごく大事な1枚になった」と語っている。制作には約1年半を要した。
本作発売日の2007年11月7日から翌2008年1月20日にかけ、本作のリリースツアーとして、ゲストバンドとしてORANGE RANGE、サンボマスター、サカナクションらを迎えたツーマンライブツアー「GOING UNDER GROUND さかさまワールドツアー ダブルス」を全7公演、ワンマンライブツアー「GOING UNDER GROUND さかさまワールドツアー 2007-2008」を全8公演行った。

## 収録曲
| #         | タイトル                     | 作詞・作曲         | 時間  |
| --------- | ---------------------------- | ------------------ | ----- |
| 1.        | 「さかさまワールド」         | 松本素生           | 5:32  |
| 2.        | 「TRAIN」                    | 松本素生           | 4:48  |
| 3.        | 「海にまつわるエピソード」   | 松本素生           | 4:31  |
| 4.        | 「PLANET」                   | 松本素生           | 5:32  |
| 5.        | 「暗夜行路」                 | 松本素生           | 4:28  |
| 6.        | 「ナカザのロック★」          | 中澤寛規           | 3:29  |
| 7.        | 「TWISTER」                  | 松本素生、河野丈洋 | 6:04  |
| 8.        | 「Title」                    | 松本素生           | 4:20  |
| 9.        | 「カウボーイによろしく」     | 松本素生           | 4:58  |
| 10.       | 「モンスター」               | 松本素生           | 6:09  |
| 11.       | 「愛のうた」                 | 河野丈洋           | 5:28  |
| 12.       | 「胸いっぱい」               | 松本素生           | 4:57  |
| 13.       | 「おやすみ」(初回盤のみ収録) | 河野丈洋           | 2:47  |
| 合計時間: | 合計時間:                    | 合計時間:          | 63:03 |

### 楽曲解説
1. さかさまワールド
17枚目のシングルであり、本作のリード曲。
2. TRAIN
3. 海にまつわるエピソード
4. PLANET
東京海上日動あんしん生命保険CMソング。先行シングル「さかさまワールド」初回盤のCD-EXTRAに日比谷野外音楽堂でのライブ映像が収録されている。
5. 暗夜行路
本作発売直後の2007年11月9日にASIAN KUNG-FU GENERATIONのボーカル後藤正文が自身のブログにてこの曲を「最近のお気に入り」として挙げている[2]。
6. ナカザのロック★
前々作『h.o.p.s.』収録の「恋のナビゲーション」以来の中澤ボーカル曲。
7. TWISTER
16thシングル。
8. Title
日本フットサルリーグ（F.LEAGUE）オフィシャルテーマソング。アルバム曲としては「かよわきエナジー」以来およそ6年ぶりにMVが制作されており、初回盤のCD-EXTRAに収録されている。
9. カウボーイによろしく
10. モンスター
11. 愛のうた
John-Hoonが2008年2月20日に発売したシングル「サクラTEARS」に本曲のカバーが収録されている。
12. 胸いっぱい
15thシングル。テレビ東京系「世界卓球2007」テーマ曲。
13. おやすみ
初回盤のみ収録のボーナストラック。メンバー全員によるアカペラのコーラスで歌われている。

## 参加ミュージシャン
- 山岡恭子 – コーラス（「海にまつわるエピソード」）
- Shio-40（DUBJUANA MIDNIGHT SYSTEM） – トランペット（「TRAIN」）